# キングストリート駅
キングストリート駅（King Street Station）は、アメリカ合衆国ワシントン州のシアトルにある鉄道駅。ダウンタウンの南端に位置しており、シアトルの公共交通の要である。

## 歴史
1906年開業。グレート・ノーザン鉄道とノーザン・パシフィック鉄道が乗り入れた。時計塔はヴェネツィア鐘楼を模したもので、完成時はシアトルで最も高い建築物だった。時計はハワード社製で、西海岸ではサンフランシスコ・フェリービルの時計に次いで2番目に大きかった。航空機が発達する前は日米間の旅客輸送の主役だった。北太平洋航路でシアトル港に到着した旅客はキングストリート駅で大陸横断鉄道に乗り換えた。
第二次世界大戦後は鉄道の衰退により運行本数削減が繰り返された。駅は貨物鉄道のBNSF鉄道が所有しアムトラックが列車を運行していたが、設備は荒廃していた。2008年にシアトル市が駅舎を10ドルで買取り改修工事を行った。2013年、工事が完了し開業当時の美しい姿に復元された。

## 運行
アムトラックの旅客列車
- エンパイア・ビルダー：シカゴ行きの大陸横断列車。
- コースト・スターライト：ロサンゼルス行きの長距離列車。
- アムトラック・カスケーズ：カナダのバンクーバー行きの国際列車。

サウンダー通勤鉄道
- N線：北方のエバレット行き
- S線：南方のレイクウッド行き

## ギャラリー

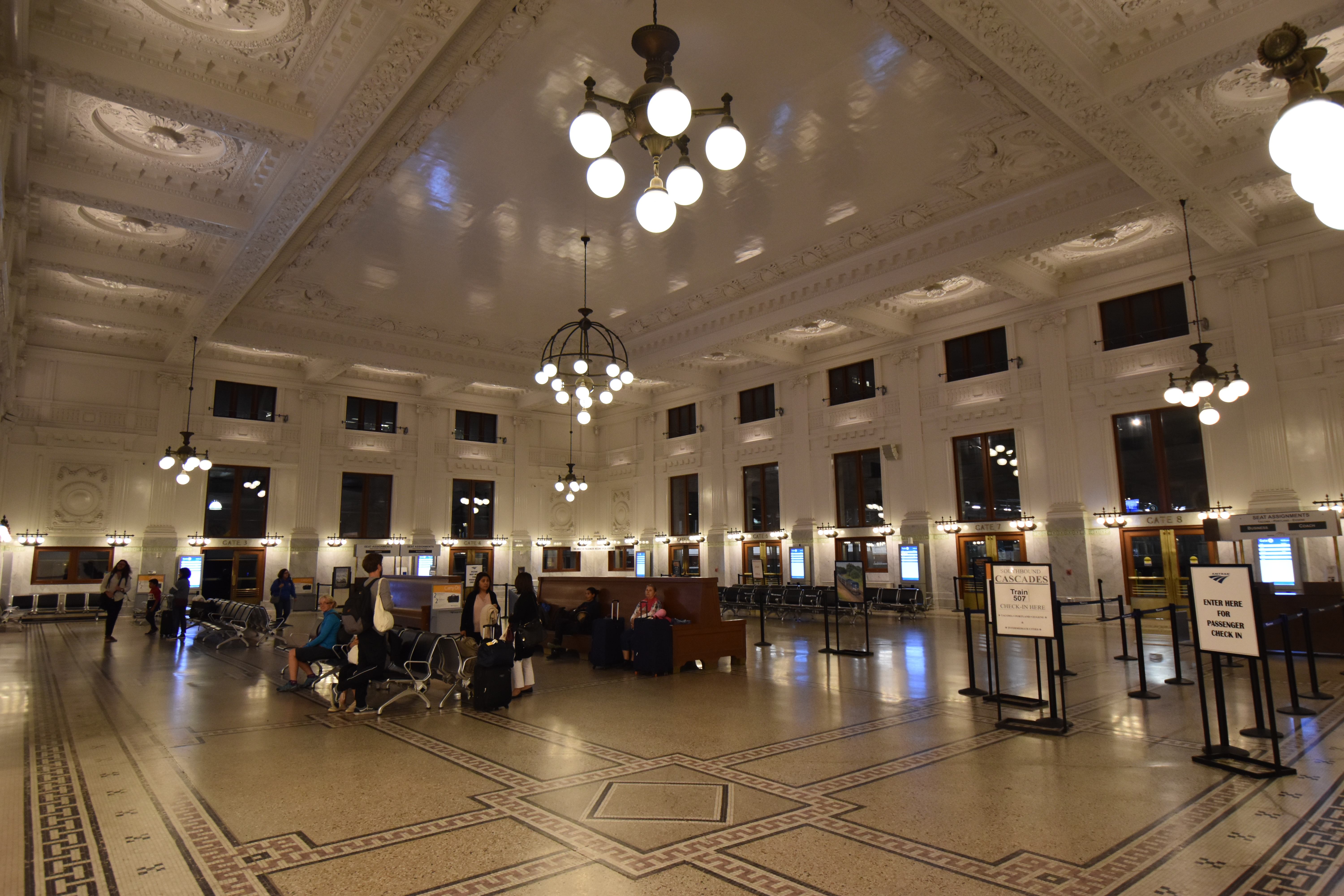
待合室
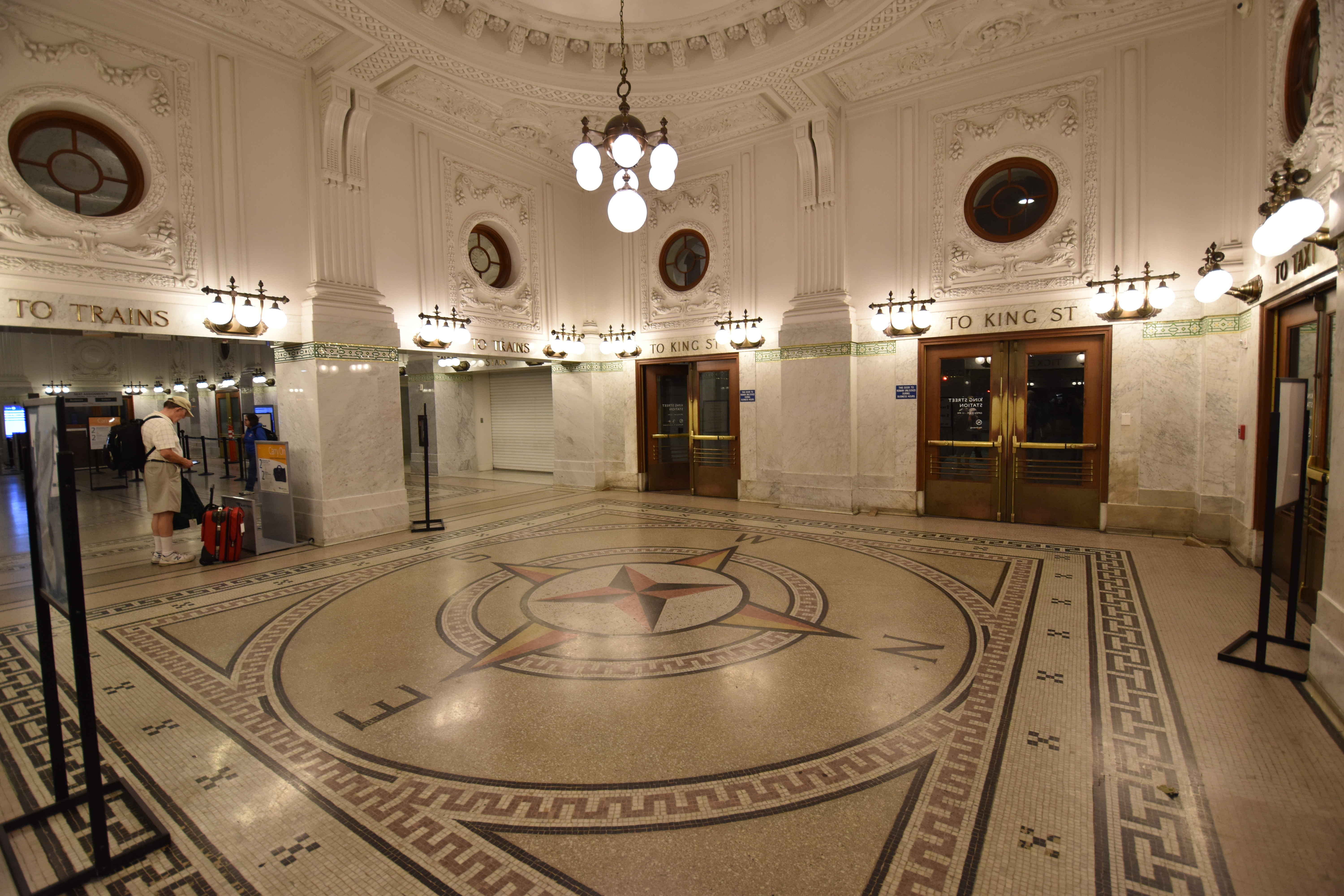
玄関ホール
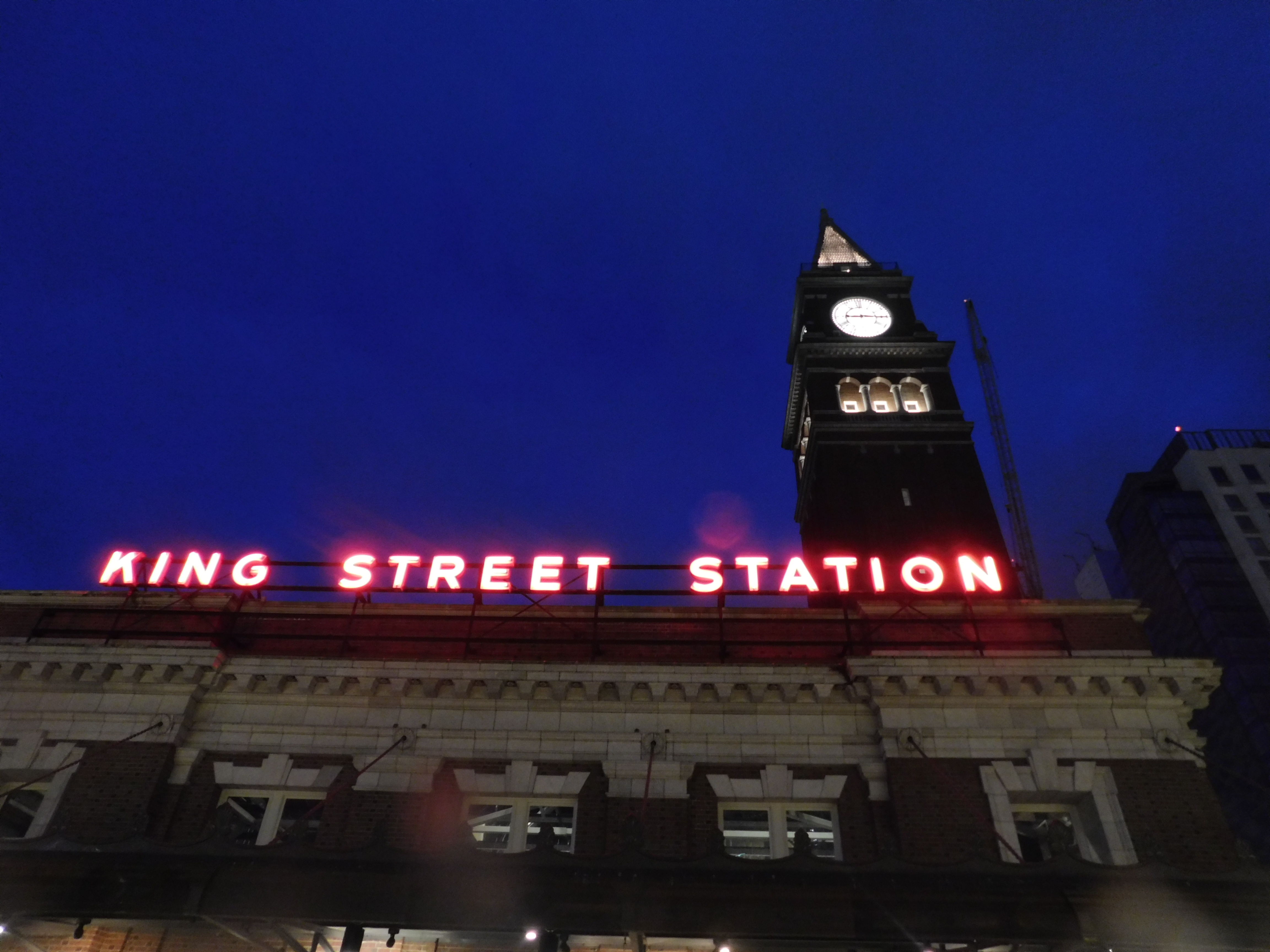
夜景